# 兴凯湖

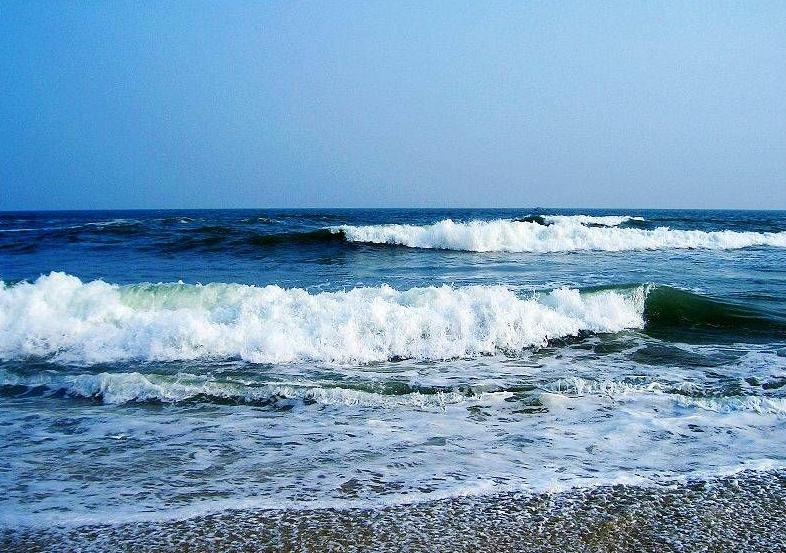
兴凯湖旅游景区

兴凯湖（羅馬化：Ozyero Khanka），是位于中国黑龙江省和俄罗斯滨海边疆区之间边境的一个界湖，距中国黑龙江省密山市35公里。其面积4,380平方公里，是中国“边境地区最大的淡水湖”。
該湖在俄罗斯境内水面约为3030平方公里（72%），而在中国境内水面1160平方公里（28%）。

## 水文和气候
兴凯湖是乌苏里江左岸支流松阿察河的源头湖泊。整个兴凯湖被北部一条10余米高的沙岗分为大、小两部分。
小兴凯湖又称达布库湖，属于中国内陆湖泊，东西长35千米，南北宽5千米，面积170平方千米。平均水深1.8米，最深3.5米，蓄水量3亿立方米。有小黑河、承紫河、金银库河、西地河和东地河等河流汇入。小兴凯湖东北与东北泡子相连，承接穆棱河经穆兴分洪道来水。小兴凯湖通过第一、二泄洪闸和新开流与大兴凯湖相通。
大兴凯湖为中俄两国界河，东西宽60千米，南北长130千米，湖岸长400余千米，总面积4380平方千米，平均水深3.5米，最深处10米，蓄水量153亿立方米。湖面以白棱河口与松阿察河口两点间连线为界，北部1080平方千米属于中国，南部属于俄罗斯。
湖岸以沼泽为主，尤其是西北湖岸。
兴凯湖流域总面积16890平方公里，97%以上属俄罗斯领土，共有23条河流（中国8条，俄罗斯15条）流入兴凯湖。
全年降水量约为750毫米，主要集中在夏季，夏季平均气温摄氏21度，冬季平均气温摄氏零下19度，有冰冻。

## 经济
盛产中国四大淡水湖鱼之一的翘嘴鲌。由于主要产区位于中俄两国的界河，而对界河的生产未加限制，过度捕捞，尤其是中俄两国渔民大量捕捞体重100-200克的幼鱼，直接影响了资源的正常补充。

## 历史

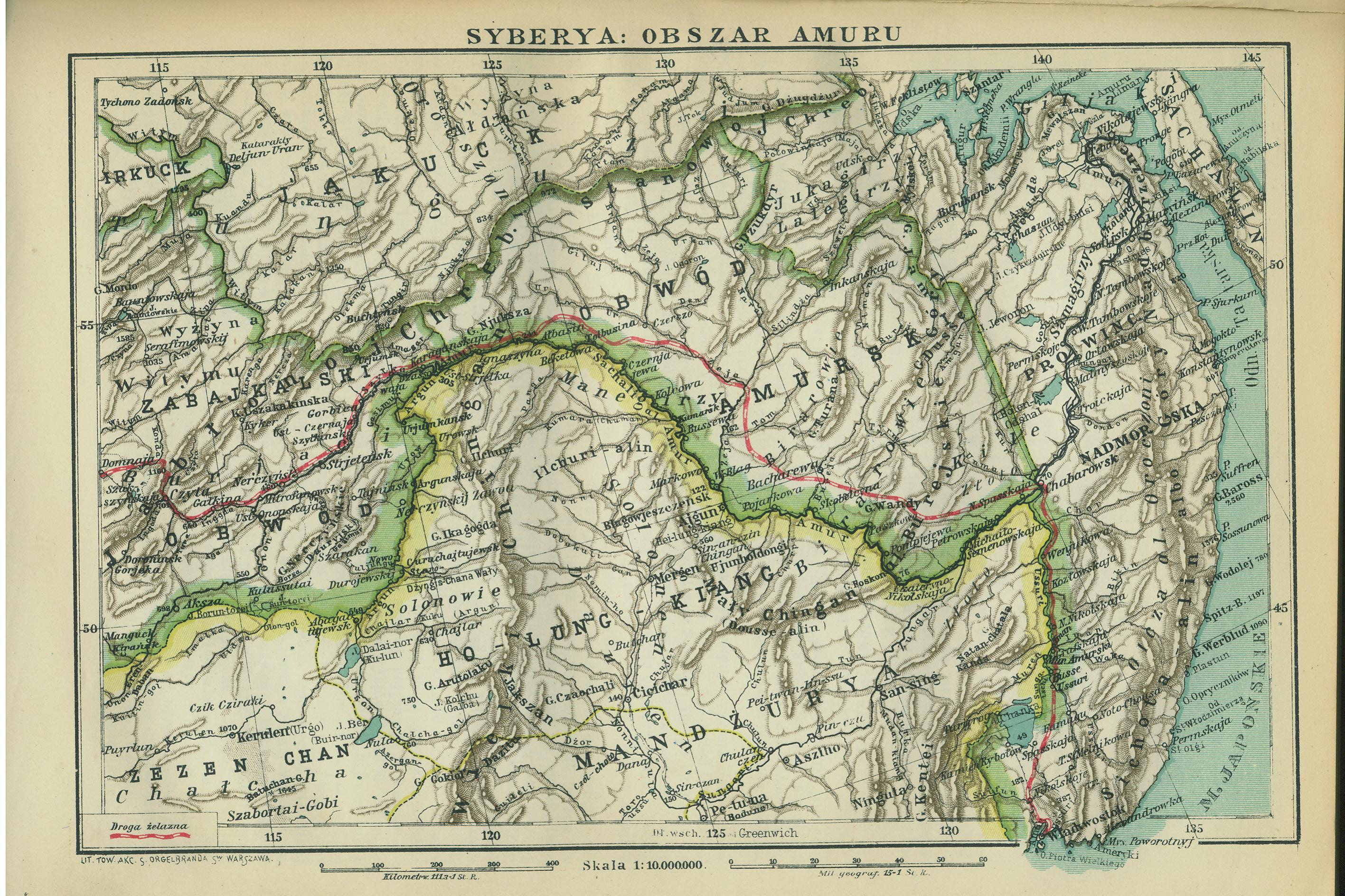
1903年的地图；興凱湖在近右下方位置

自汉代起就有東北的漁獵民族的居住的紀錄(挹婁)，歷史上曾經為渤海國（当时称为湄沱湖）、遼、金、元和清的領土，清代時當地屬吉林將軍管轄地。兴凯湖在唐代称为湄沱湖，因湖形如“月琴”，故金代有“北琴海”之  称，清代改为兴凯湖。＂兴凯＂是满语，意为＂水从高处往低处流＂之意。
1858年中俄雙方簽訂《瑷珲条约》，俄方取得該湖南面管理权，1860年《北京条约》俄羅斯正式获得大部分湖的主权，之後該湖為中俄界湖至今。

## 自然保护
中方所辖湖面为兴凯湖自然保护区的主要组成部分，是国际重要湿地之一。俄方所辖湖面也属于同名的自然保护区。兴凯湖松是兴凯湖特有的树种，主要分布于黑龙江省东南部兴凯湖区域，属国家二级保护渐危树种。